# Битва за канал Сен-Квентін

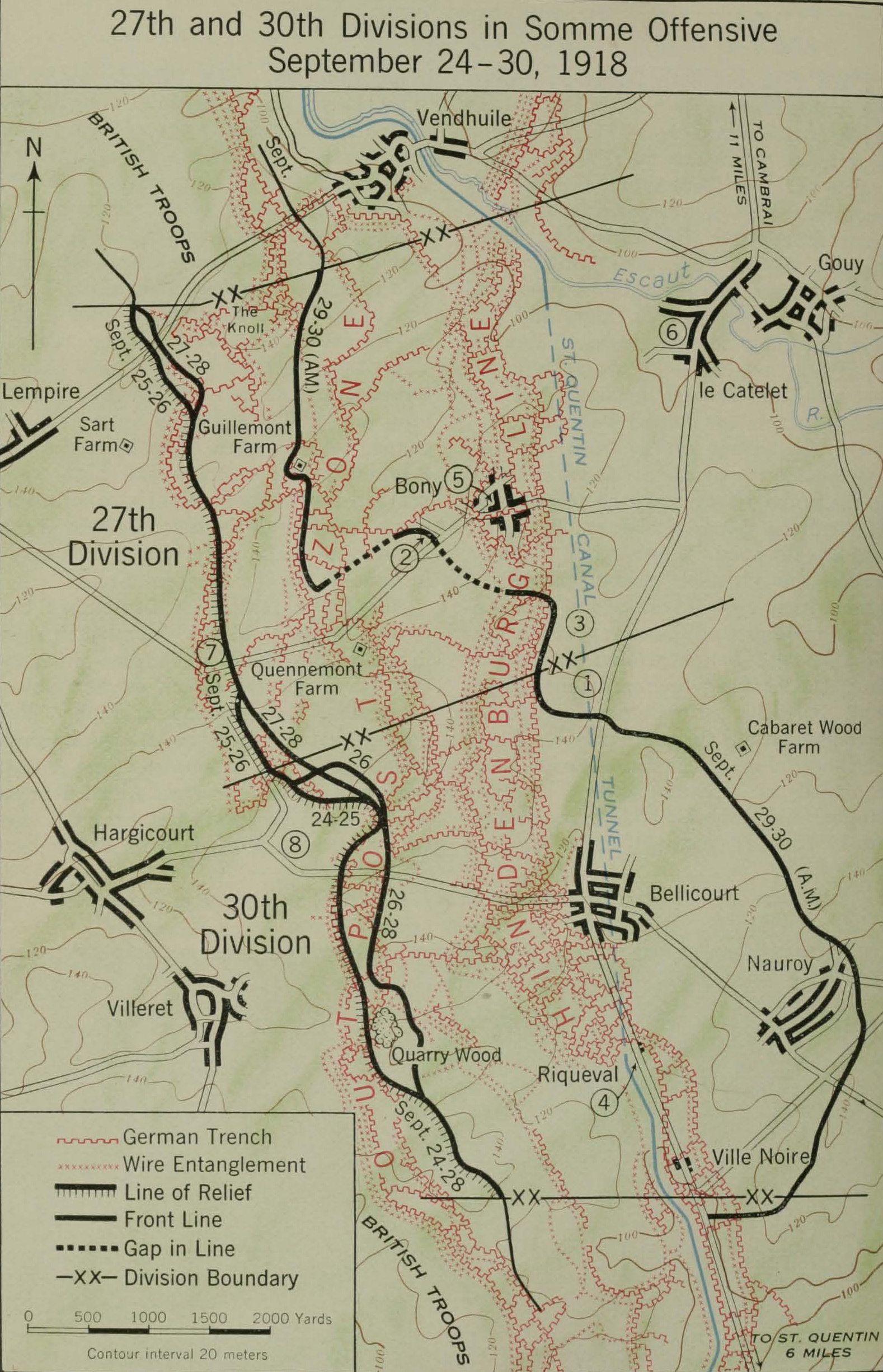
Карта боїв за канал Сен-Квентін. 29 вересня 1918

Битва за канал Сен-Квентін (англ. Battle of St Quentin Canal) — ключова битва завершальної фази протистояння, в якій британські, австралійські та американські сили, що діяли у складі 4-ї британської армії під командуванням генерала сера Генрі Роулінсона, в ході Стоденного наступу розгромили кайзерівські війська на Західному фронті Першої світової війни. В результаті битви союзні війська прорвали одну з найбільш захищених ділянок німецької «лінії оборони Зігфрідстеллунг» (Лінія Гінденбурга), що в цьому секторі використовувала канал Сен-Квентін як частину своєї оборони (хоча не відповідно до запланованого графіку), і це призвело до першого повного прориву лінії Гінденбурга, попри сильний опір німців. У поєднанні з іншими атаками Великого наступу вздовж лінії, успіх союзників переконав німецьке верховне командування, що надії на остаточну перемогу Німеччини немає. Одночасно північніше частина британської 3-ї армії також підтримувала наступ, а південніше 1-ша французька армія розпочала скоординовану атаку на 9,5-кілометровому фронті.

## Історія

### Передумова
Після німецького Весняного наступу, контрнаступальні операції військ Британської імперії, Франції та США здійснювалися в ході стратегічного Стоденного наступу у серпні-листопаді 1918 року. 18 вересня 1918 року союзники розпочали штурм оборонної лінії Гінденбурга поблизу села Беллікур, де відбувся перший бій біля Епеї.

### Битва
Битві передувала найбільша артилерійська підготовка британської армії у війні. В артилерійському наступі брало участь близько 1600 гармат (1044 польових гармат та 593 важкі гармати та гаубиці), випущено майже 1 000 000 снарядів за порівняно короткий період часу. До них входило понад 30 000 снарядів із іпритом (перше використання британцями цієї зброї). Основний удар завдавався по штабах та артилерійських позиціях кайзерівської армії. Багато вибухових снарядів мали спеціальні запали, що робило їх дуже ефективними для руйнування німецького колючого дроту. Британцям при плануванні операції сприяв той факт, що вони володіли дуже детальними захопленими планами оборони противника (особливо корисними в секторі наступу IX корпусу).
За задумом наступу генерала Монаша на 29 вересня планувалося прорвати головну оборону на лінії Гінденбурга, перетнути тунельний насип під каналом, прорвати укріплену лінію Ле-Катле-Норуа за нею та вийти на лінію Боревуар (остання укріплена лінія) за нею як завдання першого дня операції. Спочатку Монаш мав намір захопити лінію Боревуар 29 вересня, але Роулінсон видалив це завдання першого дня, вважаючи це надто амбітним.

### Американсько-австралійський наступ
29 вересня дві американські дивізії, а за ними дві австралійські дивізії з приблизно 150 танками 4-ї та 5-ї танкових бригад Британського танкового корпусу на підтримку цих дивізій, перейшли в наступ. Метою американських військ було опанування оборонної лінії німців Ле Катле-Норуа, східніше каналу Сен-Квентін.
На лівому фланзі смуги наступу 27-ма дивізія США починала бій у невигідному становищі, жодна з цілей не була досягнута в перший день, і американці зазнали серйозних втрат. 107-й піхотний полк зазнав найгірших втрат за один день серед усіх полків США під час війни. Замість того, щоб скористатися успіхом американців і розвинути наступ у глибину німецької оборони, австралійська 3-тя дивізія вступила у відчайдушну боротьбу за позиції, які вже мали бути захоплені, якби план Монаша виконувався за розкладом. Попри деякі окремі прояви героїзму, відсутність прогресу лівого флангу негативно вплинула також на прогрес сил, що наступали на правому фланзі.
Оскільки американська 30-та дивізія, а потім австралійська 5-та дивізія просувалися вперед, тоді як підрозділи ліворуч від них цього не змогли здійснити, їм довелося боротися з німецьким опором з флангів, з тилу, а також перед фронтом наступу. Додатковою складністю був густий туман на полі бою на початку атаки, що призвело до того, що американські війська проходили повз німецькі позиції, не усвідомлюючи про присутність противника, а німці створювали серйозні проблеми американцям у ході штурму. Туман також утворив серйозні проблеми у взаємодії піхоти та танків. 30-та дивізія прорвала лінію Гінденбурга в тумані 29 вересня 1918 року, увійшовши до Белікура, захопивши південний вхід у тунель Белікур і досягнувши села Норуа, де австралійські війська приєдналися до них, щоб продовжити наступ.
Австралійці, що наступали, наштовхнулися на великі групи дезорієнтованих американців без своїх командирів. Відтоді точаться значні дебати щодо того, наскільки успішними були американські війська в цій війні. Монаш писав: «…у цій битві вони продемонстрували свою недосвідченість у війні та своє незнання деяких елементарних методів ведення бою, які використовувалися на французькому фронті. За ці недоліки вони заплатили велику ціну…». В результаті визначена II американському корпусу мета, лінія Ле-Катле-Норуа, не була ними виконана. Під час бою Монаш був розлючений діями американських дивізій. Пізно ввечері 29 вересня Роулінсон написав: «Американці, здається, перебувають у стані безнадійної плутанини і, боюся, не зможуть функціонувати як корпус, тому я розглядаю можливість їхньої заміни… Боюся, що їхні втрати були значними, але це вони самі винні».
На цьому етапі операції танковий корпус сильно постраждав, і для битви в строю було менше танків, ніж було задіяно в битві при Ам'єні в серпні того ж року. Вісім танків було знищено, коли вони наразилися на старе британське мінне поле, але атака 29 вересня також підкреслила високу вразливість танків від потужних німецьких протитанкових заходів. В одному випадку протягом 15 хвилин чотири важкі танки та п'ять середніх танків були знищені німецькими польовими гарматами в одному місці. Танки могли захистити піхоту, але їм також потрібна була тісна співпраця з піхотою, щоб попередити їх про небезпеку замаскованих польових гармат. Під час цієї атаки кулеметний вогонь був настільки сильним, що піхотинцям було наказано відійти, залишивши танки далеко попереду, в результаті вони стати жертвою німецьких польових гармат.

### Британський наступ
Атака для прориву каналу здійснювалася силами IX корпусу під командуванням Брейтвейта, праворуч від американської та австралійської дивізій, у напряму між Рікевалем і Белленглізом. В першому ешелоні діяла британська 46-та дивізія. У цьому секторі канал Сен-Квентін утворив величезний природний протитанковий «рів», а головна система траншей на лінії Гінденбурга лежала на східній (німецькій) стороні каналу. IX корпус підтримували танки 3-ї танкової бригади. Військам IX корпусу доводилося перетнути грізний канал (який збільшувався в глибину в міру наближення до Рікеваля, аж поки його дуже круті береги, міцно захищені укріпленими кулеметними позиціями, місцями не досягли глибини понад 15 м), а потім пробити собі шлях через лінію Гінденбурга. Кінцевою метою 46-ї дивізії на 29 вересня визначалася лінія височини за селами Леокур і Маньї-ла-Фосс. Британська 32-га дивізія, що йшла в другому ешелоні мала обігнати 46-ту дивізію і продовжити рух у заданому напрямку. Після нищівного артилерійського обстрілу (який був найсильнішим у цьому секторі) та в густому тумані та диму 46-та дивізія з боєм пройшла крізь німецькі траншеї на захід від каналу, а потім через водний шлях.
Жорстокість рухомого артилерійського валу значною мірою сприяла успіху штурму, тримаючи німців затиснутими в бліндажах. Солдати використовували різноманітні плавучі засоби, розроблені королівськими інженерами (включаючи імпровізовані плавучі пірси та 3000 рятувальних поясів з пароплавів), щоб перетнути водну перешкоду. Для підйому на цегляну стіну, що вистилала канал, використовували драбини. Декільком бійцям на чолі з капітаном А. Х. Чарльтоном вдалося захопити все ще неушкоджений міст Рікеваль через канал до того, як німці мали можливість підірвати його вибуховими зарядами. 46-та дивізія захопила село Бельангліз, включаючи його великий тунель/притулок для військ (який був побудований як частина лінія оборони Гінденбурга). До кінця дня 46-та дивізія взяла в полон 4200 німців (із загальної чисельності армії 5100) і 70 гармат.
Штурм через канал досяг усіх визначених цілей і відбувся за розкладом, дивізія втратила трохи менше 800 осіб. Великий успіх стався там, де багато хто найменше за все на це очікував. Штурм 46-ї дивізії вважався одним із видатних військових епізодів у війні. Бін описав напад як «надзвичайно складне завдання» і «чудове досягнення» у своїй офіційній Австралійській історії війни. Монаш писав, що це був «дивовижний успіх… [який] значною мірою допоміг мені в ситуації, в яку я потрапив пізніше того ж дня».
Пізніше того ж дня передові бригади 32-ї дивізії перетнули канал і рушили вперед через 46-у дивізію. До ночі вся 32-га дивізія була на схід від каналу. Праворуч у секторі IX корпусу 1-ша дивізія, яка діяла на захід від каналу, мала завдання захистити правий фланг 46-ї дивізії, очистивши німців від землі на схід і північний схід від Понтруе. Вона наразилася на запеклий опір німців і сильний анфіладний вогонь з півдня. Увечері 29 вересня було видано наказ IX корпусу захопити оборонні споруди тунелю Ле-Тронкуа, щоб дозволити XV французькому корпусу пройти через тунель каналу. Наступного дня 1-ша дивізія наступала під прикриттям рухомого артилерійського вогню, і рано вдень 3-тя бригада дивізії з'єдналася на вершині тунелю з 14-ю бригадою 32-ї дивізії, яка пробивалася вперед з німецького боку каналу.

### Наслідки
2 жовтня британські 46-та та 32-га дивізії за підтримки австралійської 2-ї дивізії планували захопити лінію Боревуар (третя лінія оборони лінії Гінденбурга), село Боревуар і височини над лінією Боревуар. Хоча в результаті проведення атаки союзникам вдалося розширити пролом на лінії Бьорвуар, британці не змогли в подальшому захопити висоту. Однак до 2 жовтня постійні бойові дії призвели до 17-кілометрового прориву лінії Гінденбурга.
Триваючі атаки з 3 по 10 жовтня (включно з атаками 2-ї австралійської дивізії, яка 5 жовтня захопила Монбреен, і британської 25-ї дивізії, яка 5-6 жовтня захопила село Боревуар) вдалося очистити укріплені позиції німців за лінією Боревуар і захопити височини з видом на лінію Боревуар — що призвело до повного розриву лінії Гінденбурга. Згодом Австралійський корпус був виведений з лінії фронту після боїв 5 жовтня для відпочинку та реорганізації. Австралійці вже не повернулися на фронт до перемир'я 11 листопада.